# Mary Robinson (dichteres)
Mary Robinson (Bristol, 27 november 1757 - Englefield Green, 26 december 1800) was een Engels actrice, schrijfster en dichteres. Ze was een minnares van de latere koning George IV en ook was ze een pleitbezorger van vrouwenrechten.

## Biografie

### Jeugd
Mary Robinson werd in Bristol geboren als de dochter van de marinekapitein Nicholas Darby en Hester Vanacott. Ze werd op 19 juli 1758 gedoopt in de St. Augustine's Church in Bristol. Volgens het doopregister was ze geboren op 27 december 1756, maar Robinson gaf in haar memoires zelf aan dat ze in 1758 is geboren, maar volgens recente publicaties is haar geboortejaar het jaar 1757. Haar vader verliet haar moeder al op jonge leeftijd en nam een minnares. Haar moeder onderhield zichzelf met het oprichten van een school voor jonge meisjes in Little Chelsea, Londen waar Mary zelf tot haar veertiende onderwezen werd. Later werd ze onderwezen op een school die was opgericht door de sociaalhervormer Hannah More en aldaar kwam ze in de belangstelling te staan van de acteur David Garrick.

### Huwelijk
Door haar moeder aangemoedigd besloot Mary Robinson te trouwen met de klerk Thomas Robinson. Ondanks dat ze aanvankelijk tegen het idee was vond zij dat ze hem wat verschuldigd was nadat hij voor haar broertjes had gezorgd tijdens een ziektebed van Mary. Na haar huwelijk bleek echter dat Thomas Robinson geen erfenis had en dat hij er een uitgebreide levensstijl op na hield met de nodige minnaressen. Nadat Thomas Robinson hun geld had verkwanseld vluchtte het koppel naar Talgarth in Wales en daar zou Mary's enige kind Mary Elizabeth werd geboren.
Uiteindelijk werd haar echtgenoot opgepakt vanwege zijn schulden en gevangen gezet in de Fleet Prison. Mary Robinson kwam met enige regelmaat bij haar echtgenoot op bezoek en gedurende deze tijd begon ze met dichten en verdiende zo haar geld. Ze leerde Georgiana Spencer kennen en met haar financiële hulp kon haar eerste bundel Captivity verschijnen.

### Theater

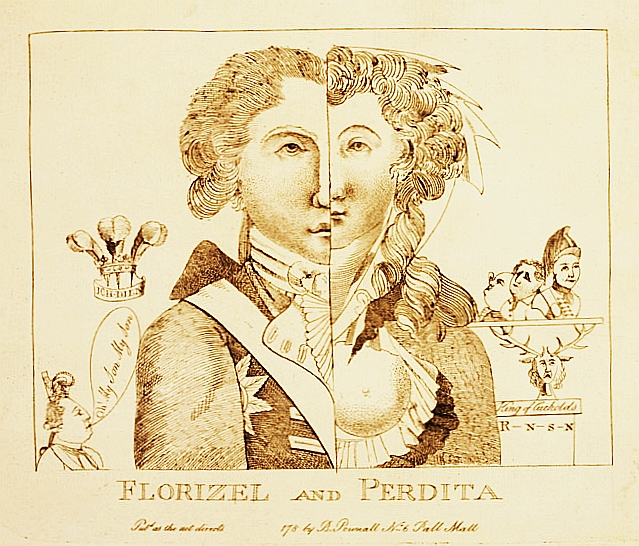
Karikatuur van Mary Robinson en de Prins van Wales als Perdita en Florizel uit het Wintersprookje

Nadat Thomas Robinson werd vrijgelaten keerde Mary Robins terug naar het theater en begon ze met acteren. Haar eerste rol was Julia en ze trad voor het eerst op in december 1776 in Theatre Royal Drury Lane. Ze acteerde in meerdere stukken van William Shakespeare zoals Driekoningenavond en Naar het u bevalt, met name voor die laatste rol kreeg ze veel erkenning. Mary Robinson werd pas echt populair in haar vertolking als Perdita in het Wintersprookje in 1779. In deze rol kwam ze in de belangstelling te staan van de Prins van Wales, George Frederik August. Hij bood haar een bedrag van 20.000 pond aan zodat zij zijn minnares zou worden.
Met haar nieuwe sociale rol werd Mary Robinson een trendsetter in Londen. Ze introduceerde een losse kledingstijl die geïnspireerd was op Griekse standbeelden en zou weldra bekend komen te staan als de "Perdita". In 1781 beëindigde de prins echter alweer zijn affaire met haar en hij weigerde haar de beloofde som geld te betalen, maar ook na deze affaire bleef Mary Robinson een bekendheid in het Londense.

### Latere leven
Tijdens haar affaire was Mary Robinson vervreemd geraakt van haar echtgenoot en na de affaire met de prins begon ze er weldra een met de Britse marine-officier Banastre Tarleton. Hun relatie zou vijftien jaar blijven duren. In de laatste jaren van de jaren '80 werd haar dichtwerk ook steeds bekender en verkreeg ze de bijnaam "The English Sappho". Naast gedichten schreef ze ook acht romans, drie toneelstukken, feministische verhandelingen en een autobiografie die incompleet was bij haar dood. Net zoals Mary Wollstonecraft was ze een voorstander van de vrouwenrechten en was ze een aanhanger van de Franse Revolutie. Ondanks haar vele schrijfwerk overleed ze in armoede op 26 december 1800. Na haar dood publiceerde haar dochter haar laatste werken postuum.

## Bibliografie

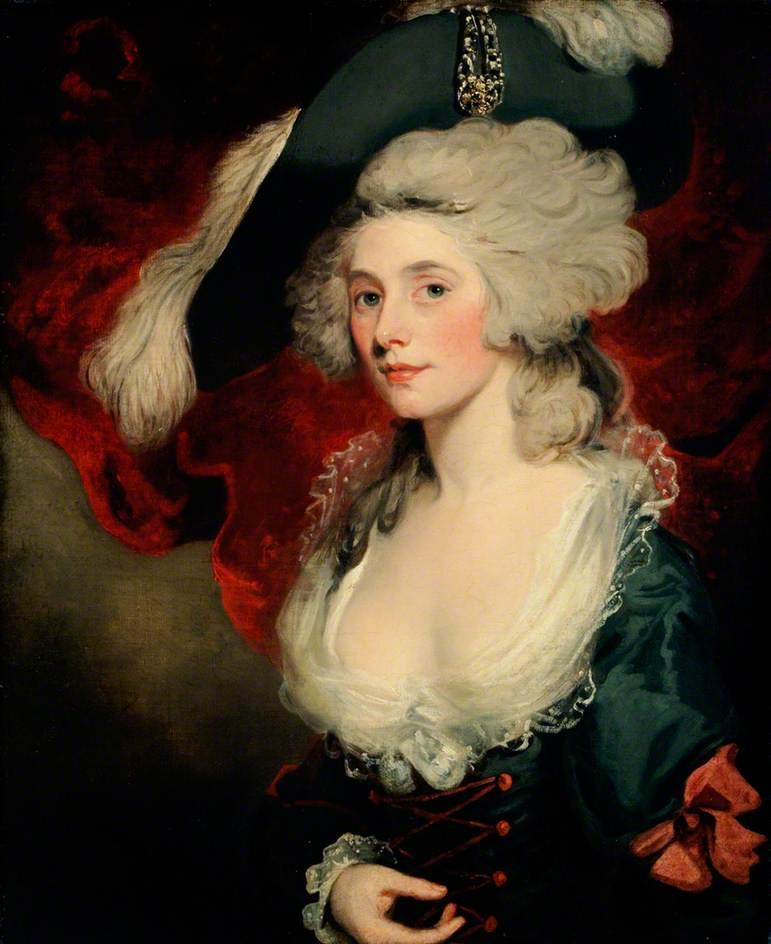
Mary Robinson als Perdita, toegeschreven naar John Hoppner.

### Poëzie
- Poems, 1775
- Captivity, a Poem en Celadon and Lydia, a Tale. Dedicated, by Permission, to Her Grace the Duchess of Devonshire., 1777
- Ainsi va le Monde, a Poem. Inscribed to Robert Merry, Esq. A.M., 1790
- Poems by Mrs. M. Robinson, 1791
- The Beauties of Mrs. Robinson, 1791
- Monody to the Memory of Sir Joshua Reynolds, Late President of the Royal Academy, &c. &c. &c., 1792
- Ode to the Harp of the Late Accomplished and Amiable Louisa Hanway, 1793
- Modern Manners, a Poem. In Two Cantos., 1793
- Sight, the Cavern of Woe, and Solitude. Poems, 1793
- Monody to the Memory of the Late Queen of France, 1793
- Poems by Mrs. M. Robinson. Volume the Second, 1793
- Poems, by Mrs. Mary Robinson. A New Edition, 1795
- Sappho and Phaon. In a Series of Legitimate Sonnets, with Thoughts on Poetical Subjects, and Anecdotes of the Grecian Poetess, 1796
- Lyrical Tales, by Mrs. Mary Robinson, 1800
- The Mistletoe. --- A Christmas Tale, 1800

### Romans
- Vancenza; or, the Dangers of Credulity. In Two Volumes, 1792
- The Widow, or a Picture of Modern Times. A Novel, in a Series of Letters, in Two Volumes, 1794
- Angelina; a Novel, in Three Volumes, 1796
- Hubert de Sevrac, a Romance, of the Eighteenth Century, 1796
- Walsingham; or, the Pupil of Nature. A Domestic Story, 1797
- The False Friend: a Domestic Story, 1799
- Natural Daughter with Portraits of the Leadenhead Family. A Novel, 1799

### Toneelstukken
- The Lucky Escape, A Comic Opera, 1778
- The Songs, Chorusses, &c. in The Lucky Escape, a Comic Opera, as Performed at the Theatre-Royal, in Drury-Lane, 1778
- Kate of Aberdeen, 1793
- Nobody. A Comedy in Two Acts, 1794
- The Sicilian Lover. A Tragedy. In Five Acts, 1796

### Politieke verhandelingen
- Impartial Reflections on the Present Situation of the Queen of France; by A Friend to Humanity, 1791)
- A Letter to the Women of England, on the Injustice of Mental Subordination. With Anecdotes., 1799)
- Thoughts on the Condition of Women, and on the Injustice of Mental Subordination, 1799

### Postume publicaties
- “Mr. Robert Ker Porter.” Public Characters of 1800-1801, 1801
- Memoirs of the Late Mrs. Robinson, Written by Herself with Some Posthumous Pieces. In Four Volumes, 1801
- “Jasper. A Fragment,” Memoirs of the Late Mrs. Robinson, Vol. 3, 1801
- The Poetical Works of the Late Mrs. Mary Robinson: Including Many Pieces Never Before Published. In Three Volumes, 1806
- “The Savage of Aveyron,” Memoirs of the Late Mrs. Robinson, Vol. 3, 1801
- “The Progress of Liberty,” Memoirs of the Late Mrs. Robinson, Vol. 4, 1801